# 空に刻んだパラレログラム
『空に刻んだパラレログラム』は、ウグイスカグラより2018年12月21日に発売された18禁美少女アドベンチャーゲーム。

## あらすじ
「クオリア」と呼ばれる超能力を自由に使いこなせる才能を持った少年少女のみが入学できる葛切学園で、クオリアを利用した空を飛ぶ競技「テレプシコーラ」をテーマに、少女たちが切磋琢磨する様子が描かれる。

## 登場人物
宝生歩（ほうじょう あゆむ）
本作の主人公。かつてテレプシコーラの選手だったが怪我をして選手生命を絶たれ、後進の指導にあたる。
彼杵 柚（そのぎ ゆず）
運動神経が抜群で努力家。
有佐 里亜（ありさ りあ）
面倒見が良い性格で、主人公の幼馴染だがツンデレで長時間飛行することが出来ない。
宝生 玻璃（ほうしょう はり）
歩の妹で当初は下手だったが圧倒的な自主練で遅咲きの才能が開花する。
藍住 ほたる（あいずみ ほたる）
少々大人びた先輩で中等部時代には主人公とチームを組んでいた。

## スタッフ
- キャラクターデザイン・原画 - 桐葉
- シナリオ - ルクル